# Drapeau de la Californie
Le drapeau de la Californie (souvent appelé Bear Flag aux États-Unis, littéralement « drapeau à l'ours ») est le drapeau officiel de l'État de Californie des États-Unis.
Le précurseur de ce drapeau flotta pour la première fois lors d'une révolte contre les Mexicains qui prit le nom de révolte du drapeau à l'ours (en anglais : Bear Flag Revolt) et conduisit à la naissance de l'éphémère république de Californie. Le drapeau fut élevé pour la première fois à Sonoma le 14 juin 1846 par les porteurs du drapeau à l'ours (en anglais : Bear Flaggers) menés par William B. Ide, futur président de la république de Californie. Le drapeau original, conservé à San Francisco, fut détruit dans les incendies du tremblement de terre de 1906. 
Une loi adoptant une version moderne de ce drapeau est votée par la législature de l'État de Californie et ratifiée par le gouverneur Hiram Johnson en 1911. Elle définit le drapeau officiel de la Californie. En 1953, le dessin et les spécifications du drapeau ont été strictement définis par un décret du gouverneur Earl Warren. Ce décret dispose que « le drapeau à l'ours est le drapeau de Californie. »
Le drapeau moderne est blanc avec une large bande rouge en bas. Une étoile rouge figure dans le coin supérieur à la hampe et un ours, vu de profil, figure au centre marchant sur de l'herbe verte. En dessous figure la mention « République de Californie » (en anglais : California Republic). L'ours est un grizzly de Californie, sous-espèce aujourd'hui éteinte. L'étoile à cinq branches pourrait être une allusion à la république du Texas, dont le drapeau présente une étoile solitaire identique, et l'ours pourrait représenter la force. 
L'ours figurant sur le drapeau représente le dernier grizzly de Californie vivant et connu. L'animal, appelé « Monarch », avait été capturé en 1889 dans la vallée de l'Ojai dans le comté de Ventura près de Santa Paula par le journaliste du San Francisco Examiner, Allen Kelly. Il fut envoyé à San Francisco où il vécut pendant 22 années en captivité, installé dans les Woodwards Gardens, puis Golden Gate Park. Après sa mort en 1911, l'animal fut empaillé. Il est conservé à l'Académie des sciences de Californie de Golden Gate Park.

Drapeau du gouverneur.
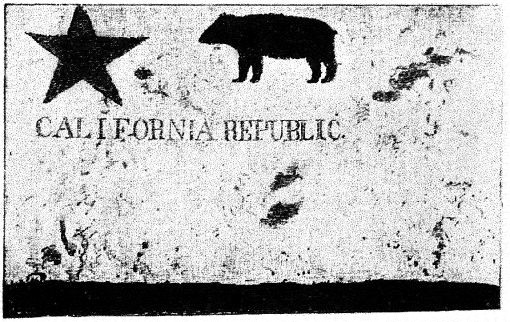
Le Bear Flag de la république de Californie.
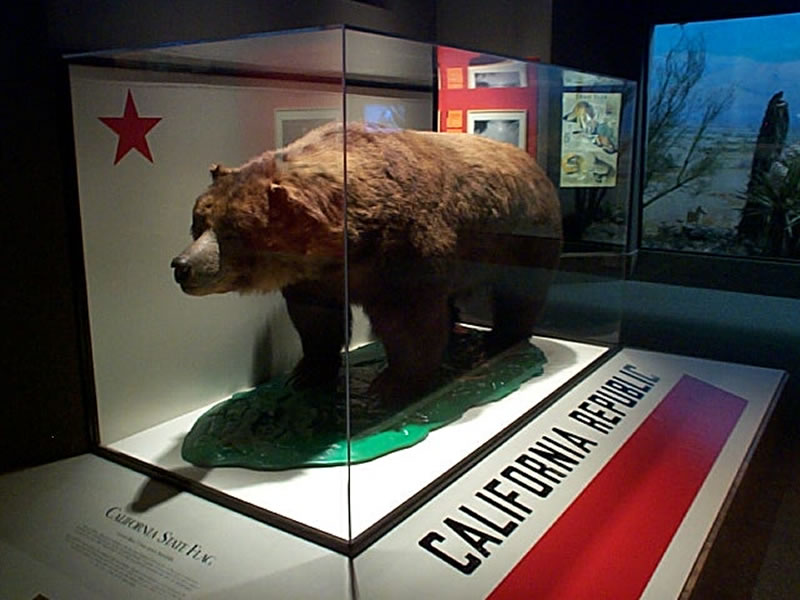
L'ours Monarch, qui servit de modèle pour le drapeau.

## Liens historiques avec d'autres drapeaux
Les similarités entre le drapeau du canton de Berne et celui de la Californie peuvent également être relevées. John Sutter, sous-lieutenant dans la milice bernoise quitta Berthoud dans l'Emmental pour rejoindre les États-Unis en 1834 puis la côte pacifique en 1839. Il y fonda le Fort Sutter et y découvrit de l'or (voir ruée vers l'or en Californie). Son fils, John August Sutter, le rejoignit en 1848 afin d'aider son père à administrer la colonie suisse de New Helvetia (Nouvelle-Helvétie) qui devint la ville de Sacramento en 1849, aujourd'hui encore capitale de l'état de Californie. 

Bear Flag californien (1846)

 Le fort arborait un tricolore vert-blanc-rouge identique au drapeau mexicain avec en son centre l'étoile rouge de la Californie. Le drapeau du canton de Berne y était également hissé. Lors de la première république de Californie, en 1846, William B. Ide, ayant vécu au Fort Sutter depuis 1845, utilisa un drapeau à l'ours représentant un ours noir passant aux griffes et langue rouges, sur fond rouge et blanc en direction de l'étoile rouge du drapeau du Fort Sutter. Ainsi, le drapeau à l'ours reprend-il des éléments des deux drapeaux hissés à Fort Sutter, à savoir le drapeau bernois et le drapeau de la Nouvelle-Helvétie.